# 迈克尔·格伦斯坦
迈克尔·格伦斯坦（英語：Michael Grunstein，1946年8月30日—2024年2月18日），美国生物化学家, 加利福尼亚大学洛杉矶分校医学院教授。

## 生平
格伦斯坦在麦吉尔大学获得学士学位，在英国爱丁堡大学医学院获博士学位。他在加利福尼亚州斯坦福大学做了博士后研究。
1975年成为加州大学洛杉矶分校教员。来加州大学洛杉矶分校后不久，格伦斯坦成为酵母组蛋白遗传分析的先驱者，率先解释了组织蛋白是活细胞基因活动的调节者。他的研究矫正了1980年代流行的一种观念——即真核基因，像先前研究的细菌基因一样，主要是受到转录激活的影响。他的实验室的研究为真核组织蛋白密码和表观遗传学的现代研究奠定了基础。

## 荣誉和奖励
- 2003年: 格伦斯坦获马斯利奖
- 2008年: 被选入美国国家科学院。
- 2011年: Lewis S. Rosenstiel基础医学研究杰出工作奖（与查尔斯·戴维·阿利斯共享）
- 2016年: 格鲁伯基金会（耶鲁大学）的格鲁伯遗传学奖（与查尔斯·戴维·阿利斯合作）[3]
- 2018年: 拉斯克基礎醫學研究獎